# Лутига городня
Лутига городня, лутига садова, городня лобода, лутига городяна (Atriplex hortensis) — однорічна салатно-шпинатна рослина родини лободових.

## Хімічний склад

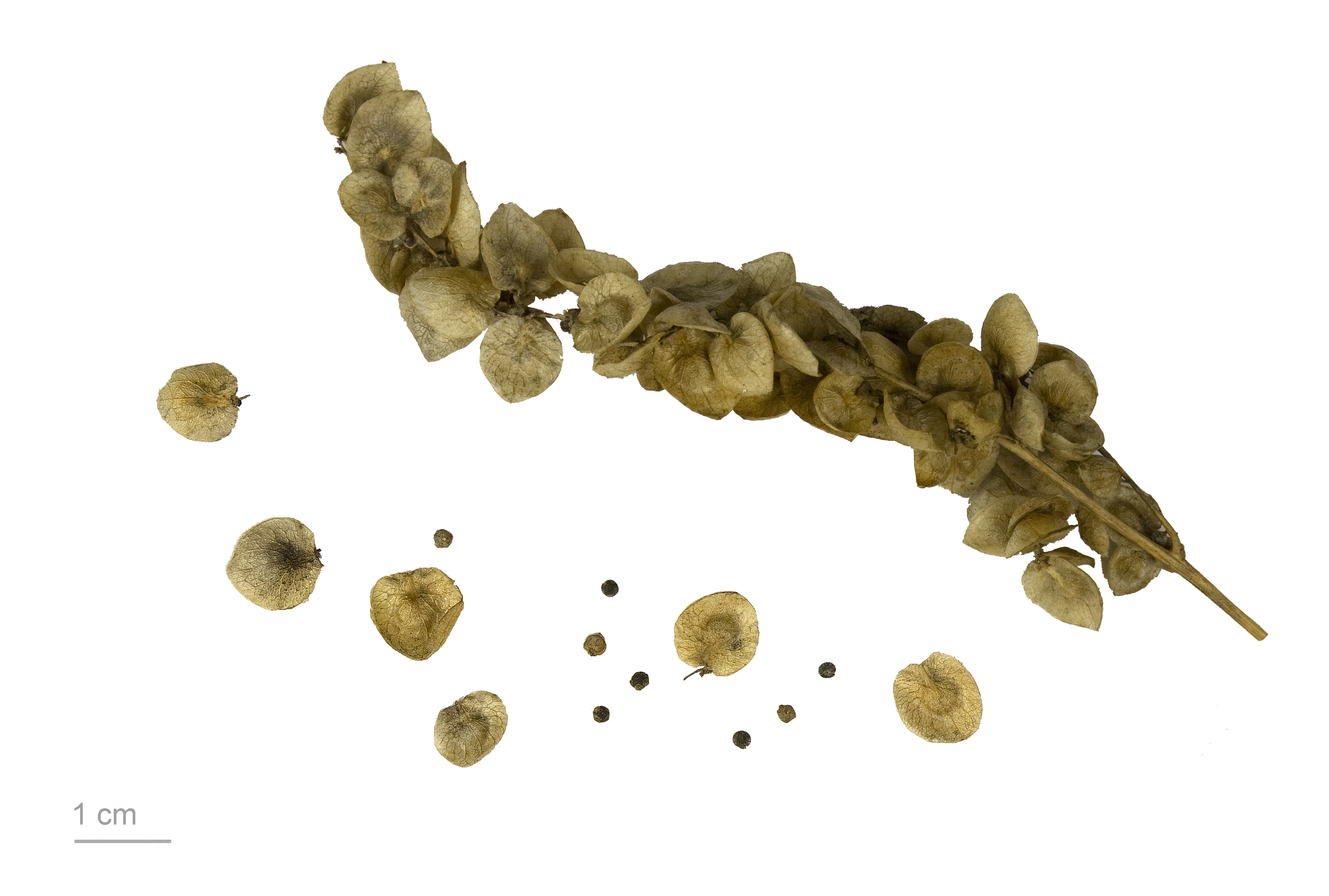
Atriplex hortensis
Тулузький музей

Листя лутиги садової багаті аскорбіновою кислотою, рутином, амінокислотами та мінеральними речовинами. Народні назви: лобідка, лобода жовта.

## Застосування
В їжу вживають листя молодих рослин в стадії розетки або на початку появи молодих пагонів. З листя готують окрошку, зелені борщі, а з відварених на молоці молодого листя — смачну кашу. Листя на зиму засолюють і консервують.
Раніше рослину культивували у центральній чорноземній зоні Росії - одержували зерно, з якого готували кашу і борошно для млинців та оладок. На Кавказі та в Росії молоді листки лутиги використовують замість шпинату. А в суміші з листям щавлю вона йде на приготування щів.

## Вирощування
У культурі відома з давніх часів. Вирощують дві форми з листям і стеблами від світло-жовтого до зеленого забарвлення і з червоним листям і стеблами. Першу форму вирощують як овочеву, а другу як декоративну.
Лутига садова — холодостійка, не вимоглива до вологи та родючості ґрунту рослина. Росте на слабкозасолених ґрунтах, добре переносить посуху.
Вирощують лутигу садову висівом насіння в ґрунт з міжряддями 45 і 25 см. Висівають насіння рано навесні або під зиму. Щоб продовжити надходження свіжого листя, проводять повторні посіви. Товарна стиглість настає на 28-40-й день, коли рослини досягають висоти 25-30 см. Прибирають лободу вибірково, зрізаючи молоді рослини або обриваючи листя і верхівкові молоді пагони. Урожайність листя становить 2,3-3,8 кг на 1 м². Для одержання насіння лутигу садову сіють в ті ж терміни і з тією ж шириною міжрядь, що і для продовольчих цілей. Норма висіву насіння становить 5-10 г на 1 м². Якщо до сходів утворюється кірка, потрібно розпушити ґрунт уздовж посіву. З появою сходів в міжряддях проводять 1-2 культивації, а в ряді — розпушування ґрунту. Залишені на насіння рослини проріджують у ряду на відстань 30 см. Дозріває лутига садова в серпні — вересні. Насінники зрізають у період воскової стиглості. Висушені рослини обмолочують. Урожайність насіння становить 300 г з 1 м².